# هارون روبن
هارون روبن (بالإنجليزية: Aaron Ruben)‏ هو كاتب سيناريو ومنتج تلفزيوني ومخرج أمريكي، ولد في 1 مارس 1914 في شيكاغو في الولايات المتحدة، وتوفي في 30 يناير 2010 في بيفرلي هيلز في الولايات المتحدة بسبب ذات الرئة.

## وصلات خارجية
- هارون روبن على موقع IMDb (الإنجليزية)
- هارون روبن على موقع قاعدة بيانات برودواي على الإنترنت (الإنجليزية)
- هارون روبن على موقع قاعدة بيانات الفيلم (الإنجليزية)